# Crack a Bottle
Crack a Bottle is een single van de Amerikaanse rappers Eminem, Dr. Dre en 50 Cent.
Het nummer verscheen op 2 februari 2009. Eminem is te horen in het eerste couplet, Dr. Dre in het tweede couplet en 50 Cent neemt het derde couplet voor zijn rekening. De productie van de single is eveneens door Dr. Dre gedaan. Crack a Bottle is de eerste single van Eminems negende studioalbum, getiteld Relapse.
Niet lang nadat Crack a Bottle uitkwam, bereikte het de nummer 1-positie in de iTunes-hitlijsten en ook in andere hitlijsten debuteerde de single op hoge posities.
Het nummer won in 2010 een Grammy Award voor Best Rap Performance by a Duo or Group.

## Achtergrond
Crack a Bottle kreeg in december 2008 al enige aandacht toen een onafgemaakte versie van het nummer verscheen op internet onder de titel Number One. Een definitieve versie van het nummer lekte op 6 januari 2009 uit. Lange tijd was onduidelijk of de single afkomstig zou zijn van het album van Eminem of het album Before I Self Destruct van 50 Cent. Uiteindelijk verscheen het nummer alleen op het album van Eminem. In het nummer is een sample uit het nummer Mais dans la lumiere van Mike Brant verwerkt.

## Videoclip
In een interview met MTV vertelde 50 Cent dat er plannen waren om een videoclip te maken voor het nummer, die tegelijk gefilmd zou worden met de video voor 50 Cents nummer I Get It In. Op 25 februari publiceerde Eminems manager Paul Rosenberg een still uit de videoclip op zijn weblog. Hierop is een dakloze te zien die een in papier gewikkelde fles vasthoudt. Volgens Rosenberg was de videoclip geregisseerd door Syndrome. Op 7 mei 2009 verscheen een onafgemaakte versie van de clip op TheRelapse.com, waarin Eminems couplet te horen was. Later die dag verscheen het couplet van 50 Cent op ThisIs50.com. De definitieve versie van de videoclip verscheen op 7 juni 2009.